# Aliens Act (1937)
Ne doit pas être confondu avec Aliens Act 1793.
Aliens Act 1 of 1937 est une loi sud-africaine visant à réduire l'immigration juive en Afrique du Sud alors même qu'elle augmente en raison de la répression antisémite accrue en Allemagne nazie. La loi institue un comité de sélection des immigrés qui filtrerait tout immigré potentiel venant en Afrique du Sud de l'extérieur de l'Empire britannique ou de l'Irlande avec le pouvoir d'accorder ou de refuser un permis d'entrée dans le pays. L'« assimilabilité », un terme non défini par la législation et dont l'interprétation subjective est donc laissée à l'appréciation de la Commission, est l'une des qualités que la Commission prend en considération lors de l'évaluation des immigrants. L'« inassimilabilité » est une critique faite aux Juifs et ainsi son utilisation comme critère est vue comme un prétexte pour exclure les migrants juifs.
Avec l'augmentation de l'immigration juive en Afrique du Sud en 1936, en raison de la détérioration de la situation des Juifs en Allemagne, la pression politique augmente en Afrique du Sud pour limiter leur entrée. Le gouvernement du Parti uni dirigé par le Premier ministre Hertzog présente le projet de loi afin de restreindre et de réglementer l'immigration et d'exercer un contrôle sur les résidents étrangers.
Daniel Malan, du Parti national, chef de l'opposition, tente en vain d'amender le projet de loi pour interdire explicitement l'immigration juive, pour mettre fin à la poursuite de la naturalisation des résidents permanents juifs d'Afrique du Sud et pour fermer certaines professions aux juifs et « autres races non assimilables ». Malan fait valoir que les Juifs obtiennent les meilleurs emplois et que « l'Afrikaner en souffre ». Plaidant pour son amendement, Malan déclare à propos des Juifs : « Maintenant, la question se pose à nous, en tant que peuple, non seulement de savoir comment nous allons les éloigner à l'avenir, mais comment nous allons nous protéger contre ceux qui sont ici. ».
La communauté juive d'Afrique du Sud est divisée sur le projet de loi. Les députés du Parti juif uni votent pour car il ne mentionne pas spécifiquement les Juifs. Certains membres du Conseil des députés juifs sud-africains soutiennent le projet de loi car ils craignent que l'immigration juive d'Allemagne n'intensifie l'antisémitisme en Afrique du Sud.
La loi sur les étrangers entre en vigueur en février 1937 et met en place un comité de sélection des immigrés qui reçoit le pouvoir de délivrer ou de refuser d'accorder des permis à tout arrivant potentiel qui n'est pas citoyen de naissance ou d'ascendance de l'Empire britannique ou de l'État libre d'Irlande.
L'immigration juive en provenance d'Allemagne diminue à la suite de la loi pour atteindre seulement quelques milliers, l'autorisation d'entrée n'étant normalement accordée qu'aux épouses et aux jeunes enfants de Juifs résidant déjà en Afrique du Sud ou à leurs parents ou grands-parents âgés. Dans de nombreux cas, les permis d'entrée qui ont déjà été accordés à des proches de Juifs sud-africains avant l'adoption de la loi sont annulés et de nombreux Juifs allemands qui auraient autrement pu trouver refuge en Afrique du Sud sont assassinés pendant l'Holocauste.